# Synthetic Track and Field Facility
Het Synthetic Track and Field Facility is een multifunctioneel stadion in Leonora, een stad in Guyana. Het stadion wordt vooral gebruikt voor voetbalwedstrijden, de voetbalclub Slingerz FC maakt gebruik van dit stadion. In het stadion is plaats voor 3.000 toeschouwers. De bouw van het stadion begon in december 2010 en kostte $1,084 miljard Guyaanse dollars. Het stadion werd geopend in 2015.